# Kalameny
Kalameny (Hongaars: Kelemenfalu) is een Slowaakse gemeente in de regio Žilina, en maakt deel uit van het district Ružomberok.
Kalameny telt 477 inwoners.